# Łyszcze (Ukraina)
Łyszcze (ukr. Лище) – wieś położona na Ukrainie, w rejonie łuckim, w obwodzie wołyńskim, w 2001 r. liczyła 1723 mieszkańców. W 2025 roku zarejestrowano 2332 mieszkańców.
Pierwsza pisemna wzmianka o wsi pochodzi z 1545 roku. Po II wojnie światowej wieś weszła w struktury administracyjne Związku Radzieckiego.